# Saint-Vert
Saint-Vert is een gemeente in het Franse departement Haute-Loire (regio Auvergne-Rhône-Alpes) en telt 107 inwoners (2009). De plaats maakt deel uit van het arrondissement Brioude.

## Geografie
De oppervlakte van Saint-Vert bedraagt 20,0 km², de bevolkingsdichtheid is dus 5,4 inwoners per km².
De onderstaande kaart toont de ligging van Saint-Vert met de belangrijkste infrastructuur en aangrenzende gemeenten.

## Demografie
Onderstaande figuur toont het verloop van het inwonertal (bron: INSEE-tellingen).